# Bernhard Reininger
Bernhard Reininger (* 8. März 1965 in Wien) ist ein österreichischer Schauspieler und Rechtsanwalt in Deutschland.

## Biografie
Reininger absolvierte eine Schauspielausbildung an der Städtischen Schauspielschule Buenos Aires und am Konservatorium der Stadt Wien. Bekannt wurde er dem Fernsehpublikum durch Rollen in Forsthaus Falkenau (1996), Frauenarzt Dr. Markus Merthin (1994), Soko, Alphateam, Café Meineid uvm. Von Februar bis Oktober 2007 war er in der Telenovela Wege zum Glück als Polizist Stefan Krill zu sehen. Außerdem arbeitete er als Theaterschauspieler, Regisseur und Sprecher. Zwischen 2002 und 2008 studierte Bernhard Reininger Jura an der Ludwig-Maximilian-Universität in München (LMU). Seit 2011 ist er als Rechtsanwalt zugelassen und arbeitet insbesondere als Fachanwalt für Urheber- und Medienrecht, sowie im Arbeitsrecht.
Er wohnt mit seiner Familie in München.

## Filmografie

### Fernsehen
- 1994: Frauenarzt Dr. Markus Mertin
- 1995: Kein perfekter Mann
- 1995: Mona M.
- 1996: Kalkuliertes Risiko
- 1997: SOKO 5113
- 1997: Parkhotel Stern
- 1997: Forsthaus Falkenau – Mißverständnisse
- 1999: Dr. Stefan Frank – Der Arzt, dem die Frauen vertrauen
- 1999: Alphateam
- 1999: St. Angela
- 2001: Dr. Stefan Frank – Der Arzt, dem die Frauen vertrauen
- 2001: Bei aller Liebe
- 2002: Café Meineid
- 2002: Family Affairs
- 2003: Marienhof
- 2003: Schuldig
- 2007: Wege zum Glück als Stefan Krill
- 2008: SOKO 5113

### Theater
- 1991–2004 Diverse Engagements in Wien, Berlin, Schwedt, Weilheim und München. Hauptrollen u. a. in Stücken von Shakespeare, Hauptmann, Fassbinder und Gombrowecz
- 1996–1998 Theatertourneen Deutschland, Österreich, Schweiz
  - Die Mausefalle  Rolle: Detectiv Sergeant Trotter
  - Die Wirtin  Rolle: Graf von Fortinpopoli
- 2005 Bei Anruf Mord  Rolle: Tony Wendice, Blutenberg-Theater, München

Theater-Regie:
- 1999 Jack und Jill (Jane Martin) im "theater und so fort", München
- 2000 Kricket (Daniel Call) im "Theater 44", München